# Macarthur Islands
Macarthur Islands är öar i Australien. De ligger i delstaten Queensland, omkring 2 000 kilometer nordväst om delstatshuvudstaden Brisbane. Arean är 0,44 kvadratkilometer. Den sträcker sig 2,1 kilometer i nord-sydlig riktning, och 1,2 kilometer i öst-västlig riktning.
Savannklimat råder i trakten. Genomsnittlig årsnederbörd är 1 475 millimeter. Den regnigaste månaden är mars, med i genomsnitt 382 mm nederbörd, och den torraste är augusti, med 6 mm nederbörd.